# Aname dingo
Aname dingo (лат.) — вид пауков рода Aname из семейства Anamidae (Mygalomorphae). Эндемик Австралии.

## Описание
Пауки среднего размера, длиной около 2 см, красновато-коричневые (брюшко коричневое). Самок A. dingo можно отличить от всех видов, для которых известны самки, кроме A. aurensis, A. briggsi, A. camara, A. eddieorum, A. longitheca, A. mulgana и A. rupicola наличием сперматеки с двумя везикулами, с относительно длинными и прямыми латеральными везикулами (длина латерального везикула / ширина гениталий>0,25) и длинными медиальными везикулами (длина медиального везикула / длина латерального везикула>1), которые выступают медиально или кзади, прежде чем ундулировать в переднем направлении. Самок A. dingo можно отличить от самок A. eddieorum и A. mulgana по наличию сперматеки с латеральными везикулами, заканчивающимися более узкими концами. Самки A. dingo отличаются от самок A. camara более тёмной окраской тела и сперматеками с более длинными везикулами (длина боковой везикулы/ширина гениталий>0,35) с менее широко расставленными венцами (расстояние между венцами меньше длины боковых везикул). Самки A. dingo отличаются от самок A. briggsi наличием сперматеки с менее удлинёнными латеральными и медиальными везикулами (длина медиального везикула/ширина гениталий <0,65). Самок A. dingo можно отличить от самок A. rupicola по наличию сперматеки с более прямыми латеральными везикулами. Самок A. dingo можно отличить от самок A. longitheca по наличию сперматеки с более короткими медиальными везикулами (длина медиальной везикулы / ширина гениталий обычно <0,6) и отсутствию тёмных пятен кутикулы на грудине, вокруг и латеральнее сигиллы. Самок A. dingo можно отличить от самок A. aurensis по наличию сперматеки с более удлинёнными, волнистыми медиальными везикулами (длина/ширина медиального везикула ~ 6,2; ср. ~ 5,3 у A. dingo) и более светлой окраске тела. Самцы неизвестны.

## Таксономия и этимология
Вид был впервые описан в 2025 году австралийскими арахнологами Джереми Уилсоном с коллегами. Включён в состав видового комплекса A. eddieorum-complex, который включает 9 описанных видов: Aname aurensis, A. briggsi, A. warrego, A. eddieorum, A. hughenden, A. longitheca Raven, 1985, A. mulgana, A. rupicola и A. dingo. Видовое название «dingo» — это существительное, указывающее как на место обитания вида, близ небольшого города Динго в центральном Квинсленде, так и на насыщенный медово-красный цвет живого паука, напоминающий окрас австралийской дикой собаки, которую обычно называют «динго».

## Распространение
Австралия (штат Квинсленд).